# Château de Kostel
Le château de Kostel est un château situé dans la municipalité homonyme, au sud-est de la Slovénie. Il domine la vallée de la Kupa près de la frontière croate.

## Histoire
Le site était initialement occupé par une petite fortification qui fut transformée en château entre 1247 et 1325 par les comtes d'Ortenburg (en), vassaux du Patriarcat d'Aquilée.
La première mention écrite du château remonte à 1336 sous le nom de « Castrum Grafenwarth », son nom actuel date du XVe siècle et est une dérivation du latin castrum.
En 1418, les comtes de Cilley (en) héritèrent du château en 1418 et l'agrandirent en une grande forteresse, défendue par des murs de deux mètres de haut et cinq tours.
Après la mort du prince Ulric de Cilley en 1456, le château fut détenu par les Habsbourg qui lui accordèrent des droits commerciaux.
Au cours des XVe et XVIe siècles, le château fut une fortification stratégique importante contre les invasions ottomanes qui occupaient une grande partie de l'Europe du sud-est. Il fut assiégé un grand nombre de fois. Ce n'est qu'en 1578 qu'il tomba aux mains des ottomans.